# Écomard (patronyme)
 (juin 2024).
Si vous disposez d'ouvrages ou d'articles de référence ou si vous connaissez des sites web de qualité traitant du thème abordé ici, merci de compléter l'article en donnant les références utiles à sa vérifiabilité et en les liant à la section « Notes et références ».
 (juin 2024).
- Si vous ne connaissez pas le sujet, laissez ce bandeau (vous pouvez alors contacter les auteurs).
- Si vous supprimez le contenu mis en cause (vous pouvez préalablement contacter les auteurs),

argumentez précisément cette suppression dans la page de discussion
(un manque de référence n'est pas un argument ; une recherche réelle de référence doit avoir été effectuée, être formellement documentée).
Cette page présente le nom de famille Écomard ainsi que ses variantes.
Écomard est un patronyme français , très peu porté.

## Occurrence
Aujourd'hui plus d'une centaine de personnes portent le nom Écomard en France selon les estimations de l'Insee.
Il est historiquement porté dans la Loire-Atlantique et est également présent en Vendée et en Indre-et-Loire.
On recensait les naissances suivantes entre 1891 et 1990 (entre parenthèses le détail par tranche de 1891 à 1915 / 1916 à 1940 / 1941 à 1965 / 1966 à 1990) : 
- Loire-Atlantique : 168 (25 / 29 / 63 / 51)
- Vendée : 17 (6 / 7 / 0 / 4)
- Indre-et-Loire : 31 (4 / 9 / 10 / 8)

Le patronyme s'étend très lentement courant du XXe siècle. On dénombrait des naissances dans un nombre croissant de départements selon les périodes suivantes : 
- 3 départements entre 1891 et 1915 (Loire-Atlantique, Vendée et Indre-et-Loire)
- 4 entre 1916 et 1940  (Idem avant + Morbihan)
- 6 entre 1941 et 1965 (Idem avant - Vendée +Yvelines, Paris et Haut-Rhin)
- 14 entre 1966 et 1990

## Étymologie
Son origine pose question et plusieurs versions semblent possibles. Il existe de nombreux patronymes proches : Écoumard, Ecomard, Escomard, Escourmard, Escoumar, Ecoumar, Escomar. Il est difficile de dire s'il s'agit de variantes et dérivés...
- L'étymologie reste obscure, il s'agirait peut-être d'un ancien nom de personne germanique[2].
- Il pourrait s'agir d'un nom d'origine bretonne Écomarc'h dont la finale a été francisée en -rd, comme cela a été fait avec plusieurs patronymes bretons : Guyomard, Kerangomard, etc.[3] Il existe une rue liée à un hameau portant le nom Écomard  à Remouillé en Loire-Atlantique[4] dont la famille pourrait être à l'origine ou vice-versa[2].
- On trouve aussi une rue L'Ecomard à  Vernou-sur-Brenne, située dans le département d'Indre-et-Loire et la région Centre-Val de Loire[5]. La première mention connue de ce nom était un peu différente avant 1732, c'était Écoumarts. Ce nom pourrait venir d'un mot latin, évoquant l'idée de Corne c'est-à-dire à l'angle de quelque chose[6].

## Variantes
Au XXe siècle, Il n'y a eu aucune naissance sous le nom Écoumarts, ni sous Écoumard, ni sous Escomard.

## Histoire
Ce nom de famille est intimement lié à l'histoire de la famille Écomard de Sainte-Pazanne.
Cette famille est connue dès le XIVe siècle dans le bourg de Sainte-Pazanne comme artisans.
- Pierre Écomard, est maître artisan farinier. Il meurt en 1694 et a une nombreuse descendance, donc ses arrière-petits-fils  (en gras ci-dessous) :
- Jean-Baptiste qui fonde la dynastie des Écomard de Sainte-Pazanne donnera toutes les personnalités citées ci-dessous. Il devient maire de Sainte-Pazanne en 1797 durant 3 jours. Il est vendéen militaire et médaillé de l'Ordre royal et militaire de Saint-Louis par le roi Louis XVIII, ainsi que son petit frère Joseph qui sera maire de Paulx.
- Joseph Écomard : maire de Paulx de 1800 à 1815, qui lui fonde la dynastie de Paulx.
- Jean-Baptiste Écomard : né à Paulx en 1808, prêtre en 1835, vicaire au Loroux, à Oudon et à Sucé, puis premier curé du Coudray en 1851, il meurt en 1864[7]
- Jean Écomard fils de Joseph : maire de Paulx de 1830 à 1832.
- Des frères Écomard de Sainte-Pazanne, fondent la société Écomard frères en 1830. La première coopérative agricole, qui récolte le blé dans tout le pays de Retz pour le vendre à Paris, puis après aux colonies. Leur fortune est établie vers le Second Empire. La nouvelle génération développera le commerce, achètera des domaines en Afrique française, en Amérique du Sud, en Indochine et dans tout le département de Loire-Inférieure. Il semblerait même que la ville de Sainte-Pazanne ait été rebaptisée - pour ainsi dire - par les Pazennais Écomard-ville.
- Théodore Écomard : maire de Sainte-Pazanne de 1881 à 1884.
- Victor Écomard (père) : maire de Sainte-Pazanne de 1884 à 1892.
- Victor Écomard (fils) : maire de Sainte-Pazanne de 1892 à 1910, la maison de retraite de Sainte-Pazanne créée par la famille Écomard porte son nom[8].
- Maria Écomard, née Chauvin, a donné le nom a une rue de Sainte-Pazanne (allée Maria Écomard), elle est l'épouse de Victor fils Écomard, et cofondatrice avec son mari de la maison de retraite de Sainte-Pazanne, qui porte le nom de son mari.
- Joseph Écomard : gouverneur militaire de L'Île-d'Yeu et de l'île de Noirmoutier durant la Première Guerre mondiale, et frère d'Arthur.
- Arthur Écomard : notaire et maire de Carquefou de 1924 à 1940, une rue de Carquefou porte son nom[9].
- Gaston Écomard : fondateur d'une chapellerie de luxe à Nantes puis à Paris[10], fondateur du prix hippique éponyme, à Pornichet où il possède une villa sur la mer : Doux farniente ; ce prix existe encore aujourd'hui. Il est originaire de Sainte-Pazanne. Il est aussi l'oncle par alliance du commandant Lacroix[11],[12].
- Marie-Joseph Écomard : riche héritière de la famille Écomard de Sainte-Pazanne.
- Pierre Écomard (Sainte-Pazanne-1895 / La Bernerie-en-Retz-1946) : historien du pays de Retz.
- Frère Écomard : Surveillant Général de 1970 à 1984 des Frères de Saint Vincent de Paul.
- Abbé Alexandre Écomard.
- Abbé Ferdinand Écomard[13].
- Abbé Julien Écomard.
- Gabriel Écomard "de Bois Foucauld", as de l'aviation française, mort pour la France en 1917.
- Charles Écomard "de Bois Foucauld", major à l'école d'agriculture de Grignon, Promo 1945, personnalité du pays de Retz et du monde de l'équitation.
- Charles-Henri Écomard "de Bois Foucauld", fils du précédent, dernier gouverneur militaire de l'île d'Yeu, en hommage à son grand-oncle Joseph, gouverneur militaire de la grande guerre.
- Alain Écomard "de Bois Foucauld", qui s'est illustré lors de la guerre d'Algérie.

#### Sur la famille Écomard de Sainte-Pazanne
- Jean-Louis Greslé, « La dynastie Écomard : un siècle de grandeur » dans  Société Historique de Sainte-Pazanne, numéro 25, 2023.
- Maurice Réty, « Jean-Baptiste Écomard (1758-1826) » dans Société des Historiens du Pays de Retz, numéro 22, 2003.

#### Autres
- Le Pèlerin du XXe siècle, 1891, page 165 En ligne.
- Sir Humphry Davy, John Davy , The collected works of Sir Humphry Davy -  Discourses, 1902, page 127 En ligne.
- Revue parlementaire économique et financière, 1915, page 259 En ligne.
- Francis Gourville, Noms de famille bretons d'origine toponymique, 1970, page 119. En ligne.
- Bulletin de la Société archéologique de Touraine : volume 43, société archéologique de Touraine, 1992, page 451. En ligne.
- Jean-Paul Labourdette et Dominique Auzias, Immobilier Cote Atlantique, 2009, page 104 En ligne.